# Kanton Saint-Julien-en-Genevois
Kanton Saint-Julien-en-Genevois (fr. Canton de Saint-Julien-en-Genevois) je francouzský kanton v departementu Horní Savojsko v regionu Rhône-Alpes. Skládá se ze 17 obcí.

## Obce kantonu
- Archamps
- Beaumont
- Bossey
- Chênex
- Chevrier
- Collonges-sous-Salève
- Dingy-en-Vuache
- Feigères
- Jonzier-Épagny
- Neydens
- Présilly
- Savigny
- Saint-Julien-en-Genevois
- Valleiry
- Vers
- Viry
- Vulbens